# ラジオ・サイ・グローバル・ハーモニー
ラジオ・サイ・グローバル・ハーモニー（英：Radio Sai Global Harmony ）は、世界中を放送対象地域とする24時間放送の衛星ラジオ局である。初回放送は、2001年11月23日。
ノーベル賞の選考機関en:Norwegian Nobel Instituteは、完全無償で医療を提供する「シュリ・サティヤ・サイ高等医療機関」（特別専門病院）の社会および地域貢献を評し、サティヤ・サイ・ババをノーベル平和賞候補とするが、サイババが辞退したため、2001年11月23日に同インスティトュート所長でありen:Worldspace社理事であるマイケル・ノーベルが、主要アシュラムである「プラシャーンティ・ニラヤム」を訪れ、24時間放送の衛星ラジオ局サイ・グローバル・ハーモニーを寄贈した。